# Solz (nördliche)
Die (nördliche) Solz bei Bebra ist ein 10 Kilometer langer, rechter Nebenfluss der Fulda im Landkreis Hersfeld-Rotenburg. Die Solz ist ein kleines Fließgewässer der Gewässerordnung III.
Der Bach ist nicht zu verwechseln mit dem gleichnamigen Bach Solz etwas fuldaaufwärts bei Bad Hersfeld.

## Name
Der gleichnamige Ort Solz wurde im Jahr 960 als Sulzaha erstmals schriftlich erwähnt. Das althochdeutsche Wort sulza bedeutet „Salzwasser, Sole“ und die Endung -aha steht für „Fließgewässer“.

## Geographie
Die Solz entspringt an den südwestlichen Hängen des Schmiedsberges (428,8 m ü. NN) und der Hohen Buche (439,2 m ü. NN) im Bebraer Stadtteil Solz. Der Bach fließt über seine ganze Länge in südwestliche Richtung. Er passiert die Bebraer Stadtteile Imshausen und Gilfershausen und fließt dann durch den südlichen Bereich der Stadt Bebra. Hier fließt er im Bereich des Bahnhofsgeländes unterhalb der Bahnstrecke Bebra–Fulda und der Bundesstraße 27 durch. Etwa 1,2 Kilometer südwestlich von Bebra mündet die Solz bei Flusskilometer 118,3 in die Fulda. Gegenüber, auf der anderen Seite der Fulda, liegt der Bebraer Stadtteil Breitenbach.
Die Solz bildet mit der Bebra und dem Cornberger Wasser die Grenze zwischen dem Richelsdorfer Gebirge im Osten und dem Stölzinger Gebirge im Westen.